# Arcidiecéze Ágra
Arcidiecéze Ágra je arcidiecéze římskokatolické církve, nacházející se v Indii.

## Území
Arcidiecéze zahrnuje regiony Ágra, Aligarh, Auraiya, Budaun, Bulandshahr, Etah, Etawah, Farrukhabad, Firozabad, Gautam Buddha Nagar, Hathras, Kannauj, Mainpuri a Mathura ve státu Uttarpradéš a regiony Bharatpur a Dholpur ve státu Rádžasthán.
Arcibiskupským sídlem je město Ágra, kde se také nachází hlavní chrám katedrála Neposkvrněného početí.
Rozděluje se do 43 farností, a to na 69 162 km². K roku 2018 měla 13 215 věřících, 87 diecézních kněží, 16 řeholních kněží, 22 řeholníků a 393 řeholnic.

### Církevní provincie
Církevní provincie Adelaide zahrnuje 11 sufragán:
- diecéze Adžmér
- diecéze Iláhábád
- diecéze Bareilly
- diecéze Džajpur
- diecéze Džhánsí
- diecéze Lakhnaú
- diecéze Mérath
- diecéze Udajpur
- diecéze Váránasí

Syrsko-malabarský ritus
- eparchie Bijnor
- eparchie Górakhpur

## Historie
Dne 17. května 1784 byla z části území apoštolského vikariátu Great Mogul vytvořena Misie sui iuris Hindustán.
Roku 1820 byla povýšena na apoštolský vikariát a získala jméno Tibet-Hindustán.
Roku 1834 byl z části jejího území vytvořen apoštolský vikariát Sardhana.
Dne 7. února 1845 byl vikariát přejmenován na apoštolský vikariát Agra, a z části jeho území byl vytvořen apoštolský vikariát Patna.
Dne 27. března 1846 byl z další části jejího území vytvořen apoštolský vikariát Lhasa.
Roku 1870 získala zpět své území ze zrušeného vikariátu Sardhana.
Roku 1880 byl z části jejího území vytvořen apoštolský vikariát Paňdžáb.
Dne 1. září 1886 byl vikariát bulou Humanae salutis papeže Lva XIII. povýšen na metropolitní arcidiecézi.
V červenci roku 1890 byla z části území vytvořena misie sui iuris Rádžpútana.
Dne 13. září 1910 dala částí svého území vzniknout arcidiecézi Šimla a 13. dubna 1937 jí dala další část území (v té době byla arcidiecézí Dillí-Šimla).
Dne 12. ledna 1940 dala další část jejího území vzniknout diecézi Lakhnaú.
Dne 21. června 1951 předala další část území diecézi Adžmér.
Dne 20. února 1956 dala část území vzniknout diecézi Mérath.

## Seznam apoštolských vikářů a biskupů
- Zenobio Benucci, O.F.M.Cap. (1820-1824)
- Antonio Pezzoni, O.F.M.Cap. (1826-1841)
- Giuseppe Antonio Borghi, O.F.M.Cap. (1842-1849)
- Gaetano Carli, O.F.M.Cap. (1849-1856)
- Ignazio Persico, O.F.M.Cap. (1856-1860)
- Angelicus Bedenik, O.F.M.Cap. (1861-1866)
- Michelangelo Jacobi, O.F.M.Cap. (1868-1891)
- Emmanuel Alfonso van den Bosch, O.F.M.Cap. (1892-1897)
- Charles Joseph Gentili, O.F.M.Cap. (1898-1917)
- Angelo Raffaele Bernacchioni, O.F.M.Cap. (1917-1937)
- Evangelista Latino Enrico Vanni, O.F.M.Cap. (1937-1956)
- Dominic Romuald Basil Athaide, O.F.M.Cap. (1956-1982)
- Cecil DeSa (1983-1998)
- Vincent Michael Concessao (1998-2000)
- Oswald Gracias (2000-2006)
- Albert D’Souza (2007-2020)
- Raphy Manjaly (od 2020)